# Gilbert Beech
Gilbert Beech (9 tháng 1 năm 1922 – 2009) là một cầu thủ bóng đá người Anh thi đấu ở Football League cho Swansea Town. Anh trai của ông Cyril cũng là một cầu thủ bóng đá chuyên nghiệp và thi đấu với Gilbert tại Swansea.